# Scheldeprijs 1990
De 78e editie van de wielerwedstrijd Scheldeprijs werd gereden op 26 april 1990 over een afstand van 200 kilometer. De zege ging naar John Talen.

## Uitslag
| Scheldeprijs 1990 |                    |                        |            |
| Plaats            | Naam               | Ploeg                  | Tijd       |
| Winnaar           | John Talen         | PDM-Isostar            | 4u 42' 09" |
| 2                 | Eric Vanderaerden  | Buckler-Colnago-Decca  | + 3"       |
| 3                 | Johan Museeuw      | Lotto-Super Club       | z.t.       |
| 4                 | Gino De Backer     | I.O.C.-Tulip Computers | z.t.       |
| 5                 | Adrie van der Poel | Weinmann-SMM-Ulster    | z.t.       |
| 6                 | Johan Capiot       | TVM-Toko               | z.t.       |
| 7                 | Hendrik Redant     | Lotto-Super Club       | z.t.       |
| 8                 | Danny Neskens      | La William-Saltos      | z.t.       |
| 9                 | Wilfried Peeters   | Histor-Sigma           | z.t.       |
| 10                | Chris Scharmin     | La William-Saltos      | z.t.       |